# ملعب برايد بارك
ملعب برايد بارك (بالإنجليزية: Pride Park Stadium)‏ هو ملعب كرة قدم في ديربي بإنجلترا. اُفتُتح عام 1997 ، يتسع الملعب إلى 33 ألف متفرج.